# Lippisch DM-1
Dimensions
Le Lippisch DM-1 est un planeur delta expérimental allemand construit durant la Seconde Guerre mondiale. Les essais eurent lieu sous contrôle américain et servirent au développement du Convair XF-92.

## Origine
En 1942 le Dr Alexander Lippisch abandonna l'usine Messerschmitt d'Augsbourg et le développement du Me 163 Komet, dont le prototype V3 n'avait pas encore commencé ses essais motorisés, pour diriger un nouveau programme de recherches au Luftfahrtforschungsanstalt (LFA) de Vienne. Il se consacra aux problèmes aérodynamiques liés aux très grandes vitesses et l'étude des ailes Delta. Une coopération de plus en plus poussée entre le LFA et le DFS (Deutsche Forschungsinstitut für Segelflug), avec lequel il avait travaillé avant de rejoindre Augsbourg, lui permit de recevoir des données sur les réacteurs en échange d'études aérodynamiques.

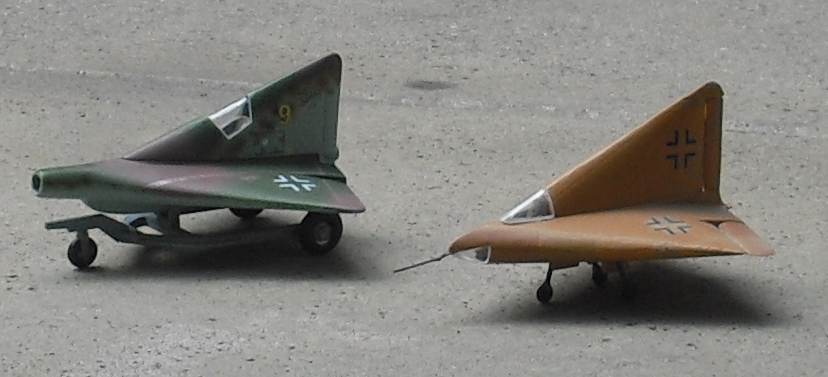
Modèles P13 (motorisé) et DM1 (planeur).

L'association de réacteurs avec une aile delta offrait des possibilités excitantes et Lippisch lança fin 1944 l'étude d'un intercepteur rapide sous la désignation LP 13a dont il était prévu qu'il soit équipé d'un statoréacteur Kronach Lorin (en) alimenté au charbon. 
Pour confirmer les caractéristiques de vol à basse vitesse d'un tel engin mais aussi vérifier certains calculs, il fut décidé de réaliser un planeur de recherches ayant des dimensions et une forme aussi proches que possible du futur intercepteur. La construction de ce planeur fut lancée en août 1944, par le Flugtechnische Fachgruppe Darmstadt (FFG Darmstadt), nouvelle appellation de l'Akaflieg Darmstadt, sous la désignation Darmstadt D 33. Les travaux, dirigés par W.Heinemann, sous la supervision d'Alexander Lippisch, furent suspendus en septembre, en raison des bombardements alliés. Ils reprirent au FFG München (Akaflieg München), où le prototype fut rebaptisé DM-1 (Darmstadt-München 1). Après les bombardements de Munich, le Fachgruppe fut finalement transféré à Prien am Chimsee, en novembre 1944.

## Description
Le DM-1 se présentait comme un delta très pur à profil symétrique, le choc de compression à Mach 1 survenant simultanément au bord d'attaque et au bord de fuite. Ce profil était relativement épais, permettant de loger le pilote dans l'épaisseur de l'aile et celle du fuselage, qui se confondait avec la dérive, également de type delta. Le bord d'attaque de la dérive était donc vitré à l'emplanture pour former le pare-brise du cockpit, un vitrage sous la pointe avant devant faciliter la visibilité vers l'avant en phase d'atterrissage. On attendait en effet des angles d'attaque très importants avec une flèche de bord d'attaque à 60° et un allongement de 0,5. Les commandes de vol étaient constituées de deux ailerons externes fonctionnant différentiellement pour assurer les contrôles longitudinal et latéral, deux surfaces de compensation internes et une gouverne de direction classique. L'ensemble était réalisé en bois autour d'une structure bilongeron et d'un revêtement en contreplaqué et reposait sur un atterrisseur tricycle dont les éléments devaient se relever par coulissement le long des jambes.
Il était prévu d'amener en altitude le DM-1 sur le dos d'un Siebel Si 204, d'étudier le comportement de l'appareil à l'atterrissage et à basse vitesse en général, mais aussi de réaliser des piqués devant atteindre 560 km/h et, éventuellement, d'équiper ultérieurement le prototype d'un moteur-fusée permettant de friser les 800 km/h.

## Construit en Allemagne, testé aux États-Unis
Le prototype était presque achevé lorsque les Américains le découvrirent en mai 1945. Impressionnés, les Américains firent achever le prototype, qui reçut de nombreuses visites, y compris celle de Charles Lindbergh. Il était initialement prévu d'effectuer des essais préliminaires en Allemagne, le prototype devant être tracté par un C-47 également trouvé à Prien et remis en état de vol sous contrôle américain. Mais l'administration américaine s'étant ravisée, le DM-1 fut mis en caisse avant de quitter le Sud de l'Allemagne le 9 novembre 1945 pour Norfolk, en Virginie. Réassemblé au Laboratoire aéronautique de Langley, il effectua toute une série d'essais en soufflerie entre février et décembre 1946. Ces essais furent utilisés pour le programme Convair XF-92, qui prit l'air en septembre 1948.

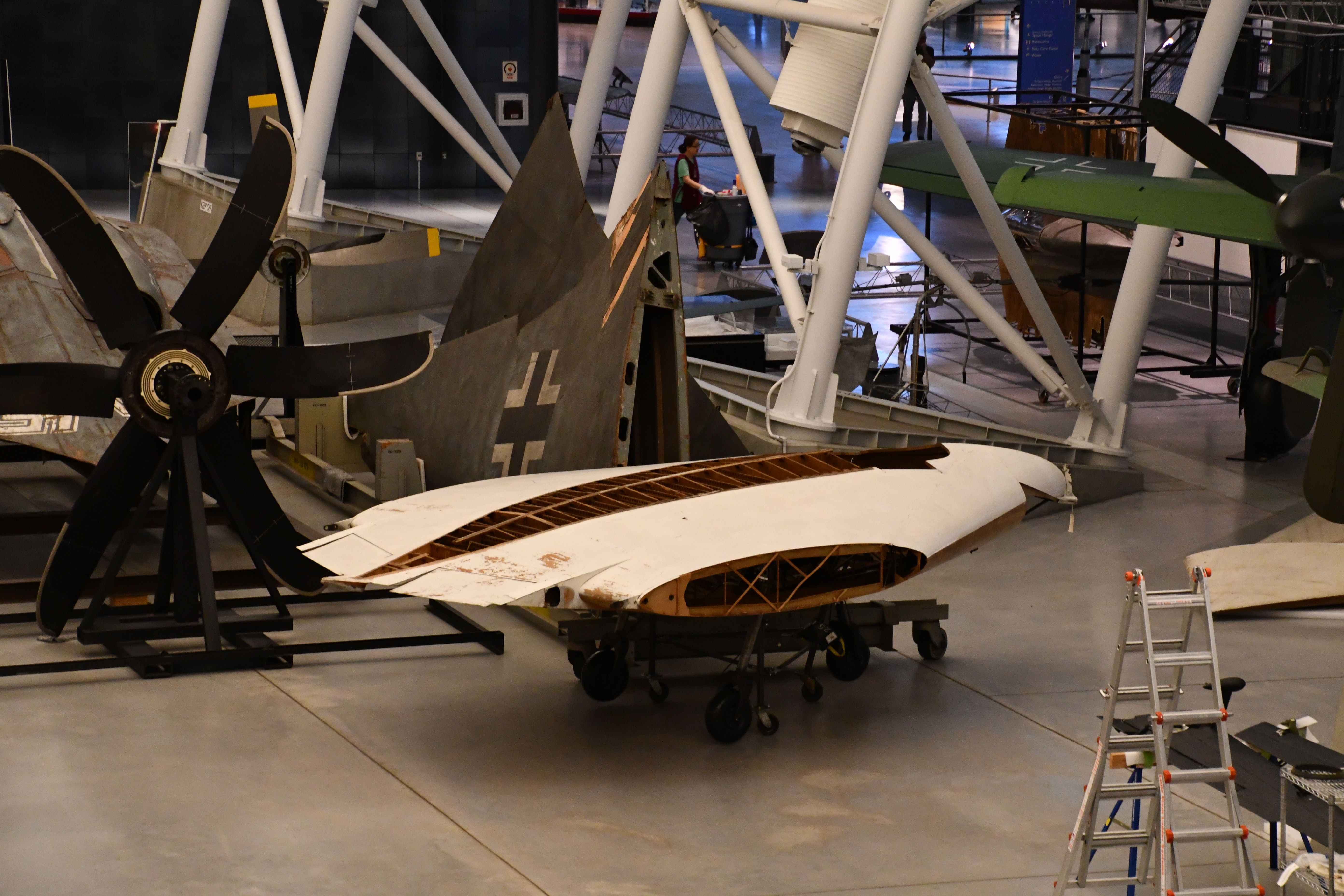
Fuselage du Lippisch DM 1 présenté au Steven F. Udvar-Hazy Center (Chantilly, VA)

Le prototype DM-1 fut cédé en 1950 par le NACA à la Smithsonian Institution et pris en charge en 1954 par la National Air Museum. Il est toujours stocké à la Paul E. Garber Facility, à Suitland (Maryland).

## Des dérivés envisagés
Deux autres prototypes étaient prévus dans le cadre de ce programme de recherches, le DM-2 devant recevoir un réacteur pour étudier les effets sur les moteurs et les cellules de vitesses comprises entre 800 et 1 200 km/h, et le DM-3 dont le moteur-fusée laissait espérer des vitesses de l'ordre de 2 000 km/h.